# Eugen Pleșca
Eugen Pleșca (n. 14 noiembrie 1950, Heleșteni, România) este un avocat și politician român, fost primar al Sectorului 3 al Bucureștiului în perioada 2000-2004.
A studiat la Universitatea București, Facultatea de Drept. Între 1972 - 1981 a fost ofițer în cadrul Ministerului de Interne. A fost membru fondator al FSN., 

## Vezi și
- Lista primarilor sectoarelor bucureștene după 1989